# ورزشگاه مدنی چونچئون
ورزشگاه مدنی چونچئون (به لاتین: Chuncheon Civic Stadium) یک ورزشکاه فوتبال در کره جنوبی است که در چانچئون واقع شده‌است.